# Васин, Андрей Алексеевич
Андрей Алексеевич Васин (13 сентября 1977, Посёлок Подольской машинно-испытательной станции, Московская область или Подольск, Московская область — 9 января 2021) — российский хоккеист, нападающий. Мастер спорта России.

## Биография
Отец Алексей Иванович Васин — чемпион Московской области по хоккею с шайбой в составе команды посёлка МИС. Работал председателем комитета по физической культуре и спорту Подольского района (1993—2012). Заслуженный работник физической культуры РФ (2003).
Андрей Васин воспитанник московского «Динамо», начинал играть в «Динамо-2» в сезоне 1993/94. 14 февраля 1996 года дебютировал в «Динамо», проведя единственный матч в сезоне; в следующем сезоне сыграл за «Динамо» три матча, отдавался в аренду в ЦСКА. Выступал за команды «Динамо-Энергия» Екатеринбург (1997/98), ХК ЦСКА (1997/98 — 1998/1999), «Ноксвилл Спид» (UHL, 1999/2000, один матч), «Торпедо-2» Ярославль (1999/2000), «Капитан» Ступино (2001/20), «Торос» Нефтекамск (2001/02 — 2002/03).
С марта 1999 года — старший тренер сборных команд Подольского района по хоккею. Под его руководством детско-юношеские команды «Урожай», «Подолье», «Русь» — неоднократные победители и призёры соревнований Московской области на призы клуба «Золотая шайба». В 2003 году на Всероссийском турнире на призы клуба «Золотая шайба» среди сельских команд в Костроме сборная команда Подольского района заняла первое место.
Руководитель спортивного клуба «Ирида» в посёлке МИС. Директор спортивного комплекса «Подолье» (с 2009 года).
Был награждён почётным знаком «За заслуги в развитии физической культуры и спорта в Московской области», почётными знаками Московской областной Думы «За труды и усердие», «За трудовую доблесть», муниципальными наградами.
Был членом Общественной палаты Городского округа Подольск, Подольской городской федерации хоккея, подольской команды ветеранов по хоккею.
Скончался 9 января 2021 года в возрасте 43 лет.